# Сант'Анђело ди Броло
Сант'Анђело ди Броло (итал. Sant'Angelo di Brolo) је насеље у Италији у округу Месина, региону Сицилија.
Према процени из 2011. у насељу је живело 1486 становника. Насеље се налази на надморској висини од 385 м.

## Становништво
Према резултатима пописа становништва 2011. у општини је живело 3.297 становника.
| 1931. | 1936. | 1951. | 1961. | 1971. | 1981. | 1991. | 2001. | 2011. |
| ----- | ----- | ----- | ----- | ----- | ----- | ----- | ----- | ----- |
| 7.036 | 6.845 | 6.852 | 6.396 | 5.242 | 4.810 | 4.376 | 3.856 | 3.297 |